# Johannes Ribiny
Johannes Ribiny (* 22. Januar 1722 in Krentz, Komitat Neutra, Königreich Ungarn; † 6. August 1788 in Preßburg, Königreich Ungarn) war ein evangelisch-lutherischer Theologe und langjähriger Pfarrer der Deutschen Evangelischen Kirchengemeinde A.B. in Preßburg.

## Leben
Johannes Ribiny wurde als Sohn armer Bauersleute in Krentz geboren. Seine ersten Schuljahre verbrachte er in Altedlein (ung. Nemeskér), dem damaligen Verwaltungssitz des Komitats Ödenburg, wo es bereits zu jener Zeit eine evangelische Schule gab. Später besuchte er Schulen in Schemnitz und das Evangelische Lyzeum in Preßburg. In Preßburg fand er Aufnahme bei dem bedeutenden Theologen und Historiker Matthias Bel der seit 1719 erster Prediger und später Senior der Deutschen Evangelischen Kirchengemeinde A.B. war. Bel empfahl Ribiny auch zu einem weiteren Studium der Theologie, das er ab 1744 an der Theologischen Fakultät der Universität Jena absolvierte.
Nach seiner Rückkehr aus Jena wirkte er als Rektor des Evangelischen Lyzeums in Ödenburg. Wegen Lehrabweichungen bezüglich der Taufe wurde er der Heterodoxie angeklagt und musste deshalb Ödenburg im Jahr 1758 verlassen. Er folgte einem Rufe nach Leutschau als Pfarrer. Im Jahre 1759 wurde er – nach dem Tod seines Vorgängers Siegmund von Kéler (* 1712, † 1759) – von der Deutschen Evangelischen Kirchengemeinde A.B. in Preßburg zum Prediger gewählt.
In Preßburg wirkte er zuerst als Prediger und dann als Senior der Gemeinde 29 Jahre lang. Die Tätigkeit in Preßburg war die erfolgreichste Tätigkeit seine Laufbahn. In seine Amtszeit fällt auch der Bau von zwei neuen evangelischen Bethäusern (Kirchen) in Preßburg, für deren Realisierung sich Ribiny als außerordentlich engagiert zeigte. Nach einer ausgiebigen und erfolgreichen Spendenaktionen der evangelischen Bürger Preßburgs wurde am 24. Juni 1774 für den Bau der Deutschen Kirche feierlich der Grundstein gelegt. Die Deutsche Evangelische Kirche war nach über zwei Jahren Bauzeit im Spätherbst 1776 vollendet. Sie wurde am 1. Dezember 1776, dem Ersten Adventsonntag, von Ribiny eingeweiht. Die Festpredigt hielt Ribiny über Psalm 93,5: „Deine Zeugnisse sind wahrhaftig und gewiss; Heiligkeit ist die Zierde deines Hauses, Herr, für alle Zeit.“ (Text nach Lutherbibel 2017)
Ein Jahr später wurde das ‚slawisch-ungarische Bethaus‘ (heute unter den Namen „Kleine Kirche“ bekannt) fertiggestellt und am 30. November 1777 eingeweiht.
Johannes Ribiny war auch schriftstellerisch tätig, wobei es sich überwiegend um theologische Literatur handelt, die auch im Druck erschienen ist. Er hinterließ einen stattlichen handschriftlichen Nachlass, überwiegend Arbeiten aus dem Gebiet der Geschichte und Kirchengeschichte, der Dogmatik, der Homiletik und Metaphysik.
Johannes Ribiny starb am 6. August 1788 in Preßburg im Alter von 66 Jahren.

### Familie
Johannes Ribiny heiratete im Jahre 1759 die Ödenburger Pfarrerstochter Anna Örtel. Aus der Ehe gingen der Sohn Johannes Daniel und eine Tochter Elisabeth hervor.

## Schriften (Auswahl)
- Oratio de cultura linguae hungaricae, Ödenburg 1751
- Dialogus de numero apocolytico 666, Wittenberg 1767
- „Die wahre Zierde der gottgeheiligten Häuser in dem neuerbauten evangelischen Bethause zu Preßburg, als dasselbe im Jahre 1776 den 1. Tag des Christmonats, am ersten Sonntage des Advents dem heiligen Namen Gottes feierlich gewidmet wurde, in einer heiligen Rede vorgestellt“, Preßburg 1776
- „Klagrede über den höchst schmerzlichen Hintritt weil. Ihrer Kais. Könige. Post. Majestät Mariä Theresiä“, Preßburg 1781
- Memorabilia Augustanae Confessioni in regno Hungariae, 2 Bände, Frankfurt und Leipzig 1767 und 1789